# Тімоті Ніллі
Тімоті Ніллі (англ. Timothy Neilly; нар. 24 серпня 1987) — колишній американський тенісист.
Найвищу одиночну позицію світового рейтингу — 852 місце досяг 22 березня 2010, парну — 924 місце — 14 травня 2007 року.

## Фінали ATP Челленджер і ITF Ф'ючерс

### Одиночний розряд: 1 (0–1)
| Легенда              |
| -------------------- |
| ATP Челленджер (0–0) |
| ITF Ф'ючерс (0–1)    |

| Фінали за покриттям |
| ------------------- |
| Тверде (0–0)        |
| Ґрунт (0–1)         |
| Трава (0–0)         |
| Килим (0–0)         |

| Результат | В-П | Дата     | Турнір           | Рівень  | Покриття | Суперник               | Рахунок            |
| --------- | --- | -------- | ---------------- | ------- | -------- | ---------------------- | ------------------ |
| Поразка   | 0–1 | Тра 2009 | США F9, Віро-Біч | Ф'ючерс | Ґрунт    | Жонатан Даньєр де Вейї | 7-6(8-6), 3-6, 1-6 |

### Парний розряд: 3 (0–3)
| Легенда              |
| -------------------- |
| ATP Челленджер (0–0) |
| ITF Ф'ючерс (0–3)    |

| Фінали за покриттям |
| ------------------- |
| Тверде (0–0)        |
| Ґрунт (0–3)         |
| Трава (0–0)         |
| Килим (0–0)         |

| Результат | В-П | Дата     | Турнір                 | Рівень  | Покриття | Партнер        | Суперники                      | Рахунок          |
| --------- | --- | -------- | ---------------------- | ------- | -------- | -------------- | ------------------------------ | ---------------- |
| Поразка   | 0–1 | Тра 2007 | США F9, Віро-Біч       | Ф'ючерс | Ґрунт    | Маркус Ф'юґейт | Райлер Дегарт Кріс Лам         | 4–6, 1–6         |
| Поразка   | 0–2 | Лис 2009 | США F29, Амелія-Айланд | Ф'ючерс | Ґрунт    | Маркус Ф'юґейт | Адам Ель Мідаві Деніс Живковіч | 2–6, 6–3, [2–10] |
| Поразка   | 0–3 | Січ 2010 | США F1, Плантейшен     | Ф'ючерс | Ґрунт    | Маркус Ф'юґейт | Стефано Янні Денісс Павловс    | 2–6, 2–6         |